# Стара Пецина
Стара Пецина (пол. Stara Pecyna) — село в Польщі, у гміні Длуґосьодло Вишковського повіту Мазовецького воєводства.
Населення — 133 особи (2011).
У 1975-1998 роках село належало до Остроленцького воєводства.

## Демографія
Демографічна структура станом на 31 березня 2011 року:
|          | Загалом | Допрацездатний вік | Працездатний вік | Постпрацездатний вік |
| -------- | ------- | ------------------ | ---------------- | -------------------- |
| Чоловіки | 72      | 13                 | 44               | 15                   |
| Жінки    | 61      | 6                  | 31               | 24                   |
| Разом    | 133     | 19                 | 75               | 39                   |